# Johann Daniel Hillebrand
Johann Daniel Hillebrand (Hamburgo, Alemanha, 11 de maio de 1795 — São Leopoldo, 1880) foi um militar, médico e administrador teuto-brasileiro.
Filho de Johann Christoph Hillebrand e Margaretha Dorothea Elisabeth Warckhaupt, foi batizado na igreja evangélica de São Miguel. Estudou Medicina na Universidade de Göttingen. Ainda estudante participou da Batalha de Waterloo em que Napoleão Bonaparte foi derrotado definitivamente.
Chegou a São Leopoldo na segunda leva de imigrantes, em 6 de novembro de 1824, a bordo da barca Germânia, com outros 80 imigrantes.
Participou da Revolução Farroupilha do lado legalista desde o início, em 20 de setembro de 1835, mobilizando imigrantes em favor da causa imperial. Por causa disto teve de abandonar São Leopoldo com outros 400 colonos alemães até 1836. Com a saída dos revoltosos, liderados por Hermann von Salisch, liderou a defesa da colônia que perdurou até o final da revolução. Terminada a revolução foi feito coronel comandante da Guarda Nacional, além de nomeado diretor da colônia. 
Em 1865 foi presidente da comissão encarregada da recepção de Dom Pedro II em sua visita à cidade. 
Como médico prestou inúmeros serviços aos colonos, principalmente durante o surto de cólera que atingiu o Rio Grande do Sul em maio de 1855.
Relacionou todas famílias imigrantes que chegaram à Colônia São Leopoldo de 1824 a 1853, lista esta em poder do Arquivo Histórico do Rio Grande do Sul, em Porto Alegre, sob o códice C-333. 
Miro em sua casa em 1880. É considerado o patriarca da colonização alemã no Rio Grande do Sul.